# Abernathy (Texas)
Abernathy is een plaats (city) in de Amerikaanse staat Texas, en valt bestuurlijk gezien onder Hale County en Lubbock County.

## Demografie
Bij de volkstelling in 2000 werd het aantal inwoners vastgesteld op 2839.
In 2006 is het aantal inwoners door het United States Census Bureau geschat op 2758, een daling van 81 (-2,9%).

## Geografie
Volgens het United States Census Bureau beslaat de plaats een oppervlakte van
3,1 km², geheel bestaande uit land. Abernathy ligt op ongeveer 1023 m boven zeeniveau.

## Plaatsen in de nabije omgeving
De onderstaande figuur toont nabijgelegen plaatsen in een straal van 28 km rond Abernathy.